# Plaça Nova (Palafrugell)
La plaça Nova de Palafrugell, oberta el 1758, se li va posar aquest nom per diferenciar-la de la plaça de l'Església. La finalitat era eixamplar el nucli antic de la vila, ofegat per les muralles. La Universitat de Palafrugell o antic ajuntament va comprar el terreny on hi ha la plaça Nova el 23 de juliol de 1758, per 221 lliures, 15 sous i 6 diners.
El prior va oferir 100 lliures i la venedora, la senyora Maria Lluïsa de Carreras, va rebaixar el preu en 25 lliures (a fi d'ajudar a desplaçar concursos, pilotes i balls de davant de l'església). La senyora Carreras també va vendre tres parcel·les que quedaven a la part de migdia i es va comprometre a deixar un carrer a la part de llevant de la finca: el carrer del Clos, ara de Sant Sebastià.
El 13 de maig de 1931 s'anomenà plaça de la República i des del 12 de febrer de 1939, plaza de España, fins a la fi de la dictadura franquista.
Actualment és la plaça cèntrica de la vila, on es troba el Centre Fraternal, el Cercle Mercantil i les restes de la muralla de Palafrugell. A prop seu s'hi troba el mercat de Palafrugell, el Teatre Municipal de Palafrugell o la Biblioteca de Palafrugell.